# Эрмитаж (Петергоф)
Эрмитаж (от фр. ermitage — хижина пустынника, ранее Малый Монплезир, Другой Монплезир) — парковый павильон, памятник архитектуры. Расположен в западной части Нижнего парка Петергофа.

## История
Был построен как дополнение Монплезира, откуда и возникли первые названия павильона.
Постройка была начата летом 1721 года по проекту И.-Ф. Браунштейна и по задумке Петра I, который во время путешествия по Европе увидел моду на двухэтажные здания для ближнего круга гостей, которым с помощью подъёмников подавали приготовленную на первом этаже еду. Здание стало прототипом всех прочих русских эрмитажей.
Строительство стен началось весной 1722 года, в октябре павильон подвели под кровлю. По сторонам фронтонов здания в июле 1722 года установили алебастровые статуи — аллегории времён года работы К. Оснера, в декабре по указаниями А. Квадри Я. Буев подрядился выполнять внутренние и внешние штукатурные работы.
В 1723 году начали и весной 1724 года закончили копать ров-канал вокруг здания. Ростверк и стены были сделаны под надсмотром Ж. Мишеля и Антуана Кардасье. Водоводную магистраль для наполнения рва провели от Марлинского пруда. В октябре 1724 года Пётр I указал окаймить ров газоном. По периметру была сделана деревянная балюстрада, со стороны парковой аллеи был построен разводной мост.

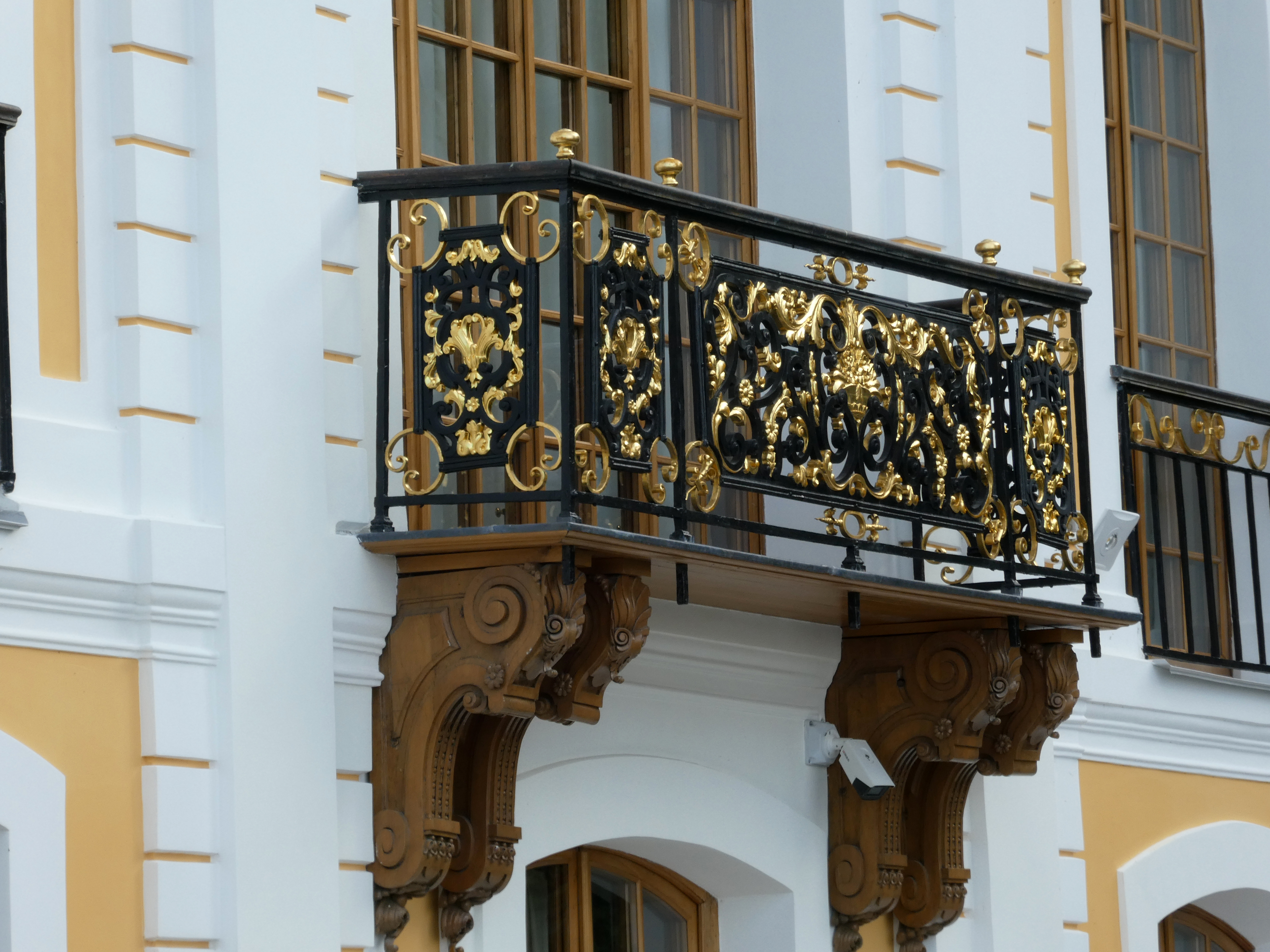
Балкон после реставрации

В январе 1724 года Пётр I велел сделать два дубовых балкона, как на «Ингерманландии», и кованые железные решётки для окон. Деревянные балконные решётки и восемь кронштейнов (по рисункам Николя Пино) сделали резчики Оружейной палаты Н. Севрюков и В. Кадников, деревянные капители пилястр выполнили И. Верещагин и П. Колмогоров. Мастер Г. Белин выковал железные решётки, которые установили в окна в августе 1724 года.
Решётка балкона Эрмитажа отделением среднего панно от основной рамки схожа с приёмами Л. Фордрена, густотой рисунка и затейливостью извивов (упрощённых рокайлей, кроме строго симметричных угловых частей) — Лепотра.
В 1748 году стилобат здания был покрыт путиловской плитой.
В 1756—1757 году, во время перестройки Большого дворца, К. С. Жирардон отреставрировал фигуры на фронтонах и две резные фрамуги первого этажа. Мастера сменили кровлю, починили «круглые нишели» (трельяжи у входа на мост со стороны аллеи).

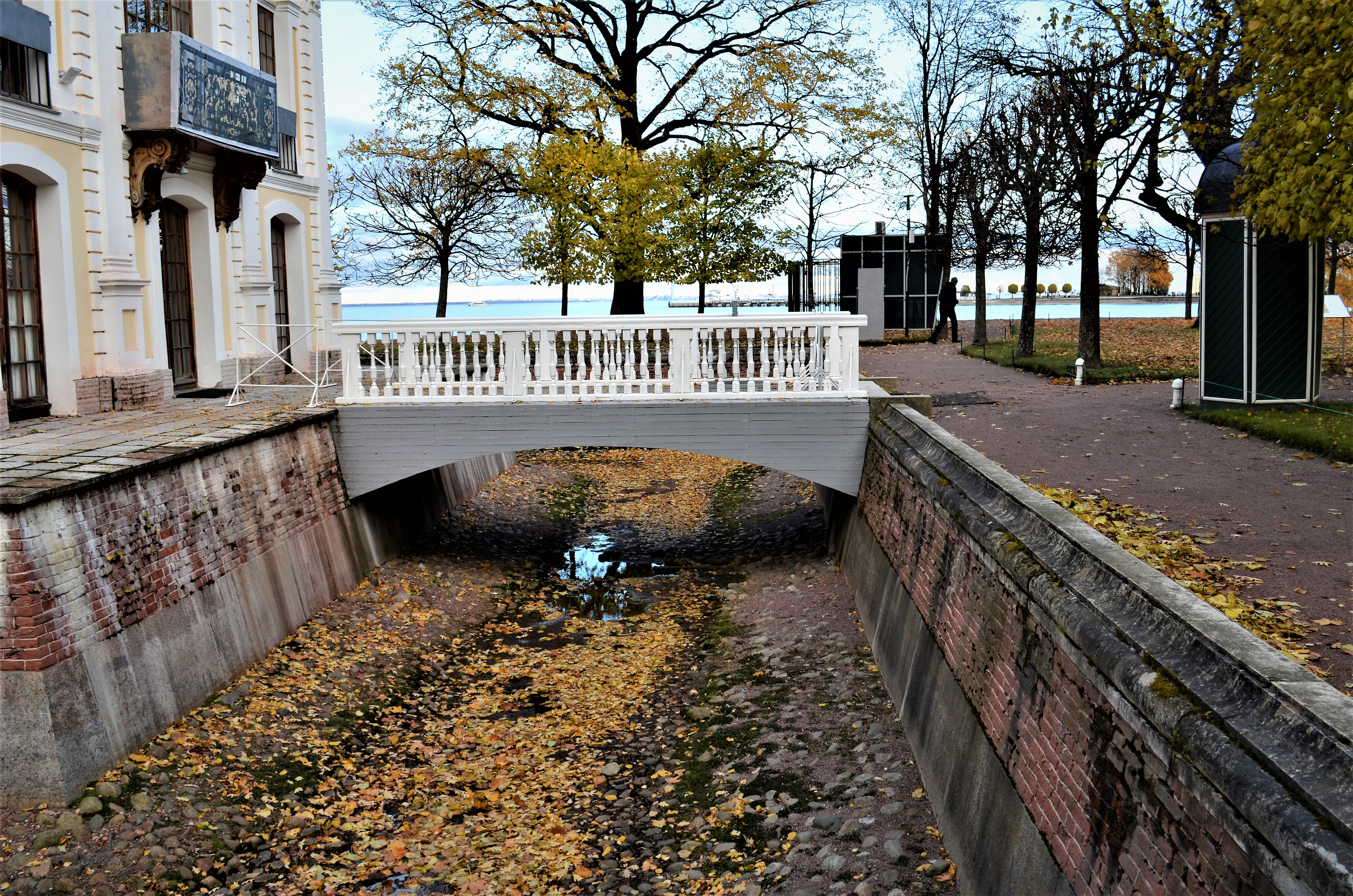
Ров, мост и балкон (слева вверху) в 2019 году (до реставрации)

В 1796 году Д. И. Фонвизин читал в павильоне свою комедию «Бригадир», будучи в компании Екатерины II.
В 1941—1944 году в павильоне была оборудована немецкая огневая точка. Часть северной стены была взорвана, был уничтожен подъёмный стол, дубовые панели вестибюля, панели и переплёты окон с южной стороны. Также исчезли вырезанные из дерева женские фигуры трубящих «слав» над фронтонами здания. Частичная реставрация здания была закончена к 1952 году, павильон стал первым музеем Петергофа, вновь открывшимся для посетителей. Балконные кронштейны были восстановлены по сохранившимся образцам резчиком Г. С. Симоновым, балконные решётки отреставрировал А. В. Виноградов. К 1985 году был восстановлен паркет, двери «чуланцев», отреставрирован ров и стилобат.
Во время реставрации, проходившей в 2021—2023 годах, зданию был возвращен исторический охристый цвет фасада. Также были отреставрированы балкон и его ажурная решётка, паркет, окна и двери. Кроме того, был вновь заполнен водой ров, который осушили ещё в 1770-е годы, поскольку влага проникала в подвал здания. При реставрации была создана новая гидроизоляция, а стилобат павильона и стены рва укреплены клинкерным кирпичом и сааремским доломитом. Вода в ров поступает самотёком из фонтана «Ева».

## Интерьеры
В октябре 1724 года Пётр I подписал указ о внутренней отделке, работы над которой продолжились после его смерти. На первом этаже здания был сделан вестибюль с пилястрами и дубовыми резными дверьми, ведущими в «чуланцы». Кроме того, на первом этаже были кухня с очагом, средних размеров квадратное помещение с механизмом подъёмного стола и коридор к лестнице (изначально на второй этаж поднимались на подъёмном стуле, но в 1797 году при Павле I один из тросов стула оборвался, и его заменили на лестницу). На втором этаже был сделан приёмный зал со столом на 14 человек. Потолок зала был расписан в 1726 году художниками-декораторами С. Бушуевым и М. Негрубовым. Нижняя часть стен зала была покрыта дубовыми панелями, в простенках висели картины в дубовых рамах, отделённые друг от друга золочёными брусками (общие принципы оформления были заданы Петром, по проекту Б. Ф. Растрелли стены закрыли картинами сплошь, использовав произведения голландской, фламандской, итальянской, немецкой и французской школ, а также «Полтавскую баталию» неизвестного русского художника, при этом для лучшего заполнения некоторые картины дописывали или обрезали, что в апреле 1759 года выполнял подмастерье Л. Пфандцельт). На 2024 год в павильоне экспонируются 124 картины.
В 1748 году на первом этаже сделали мраморный пол, на втором этаже сделали паркет, повторяющий один из рисунков паркета Монплезира.
В начале Великой Отечественной войны картины и мебель были эвакуированы, к 1952 году частично установлены на места, в дальнейшем установлены полностью.

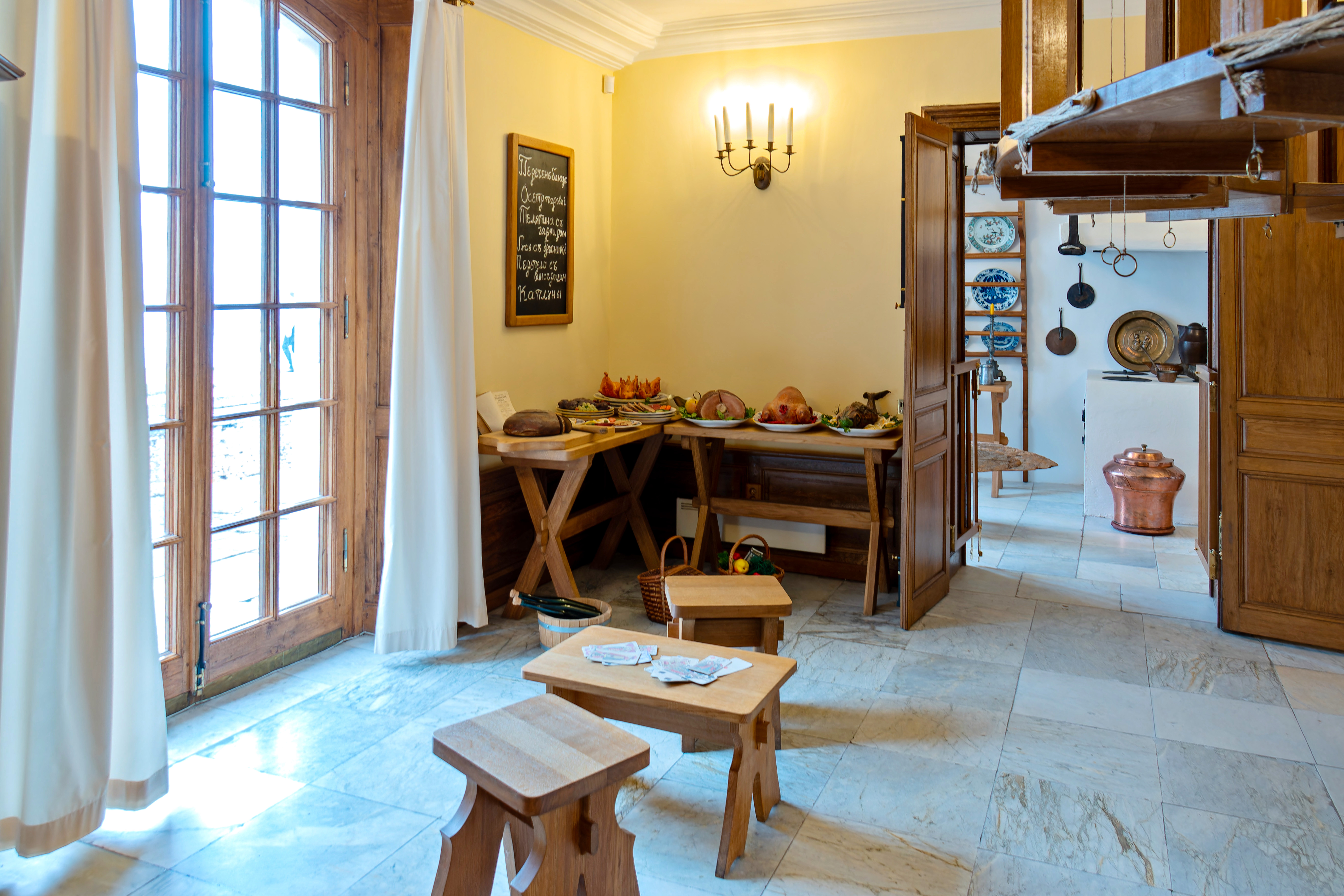
Буфетная и кухня
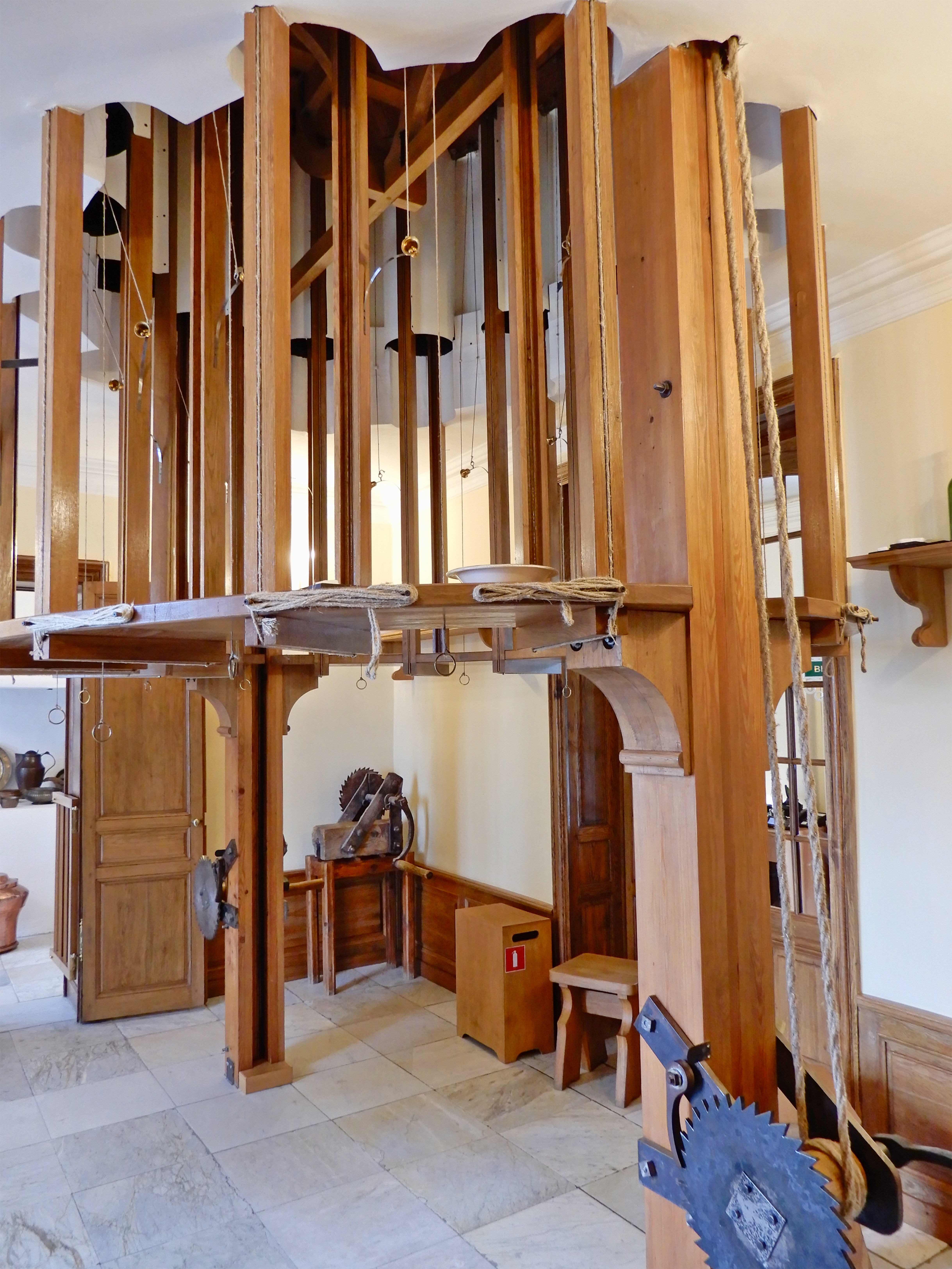
Буфетная, подъемный механизм
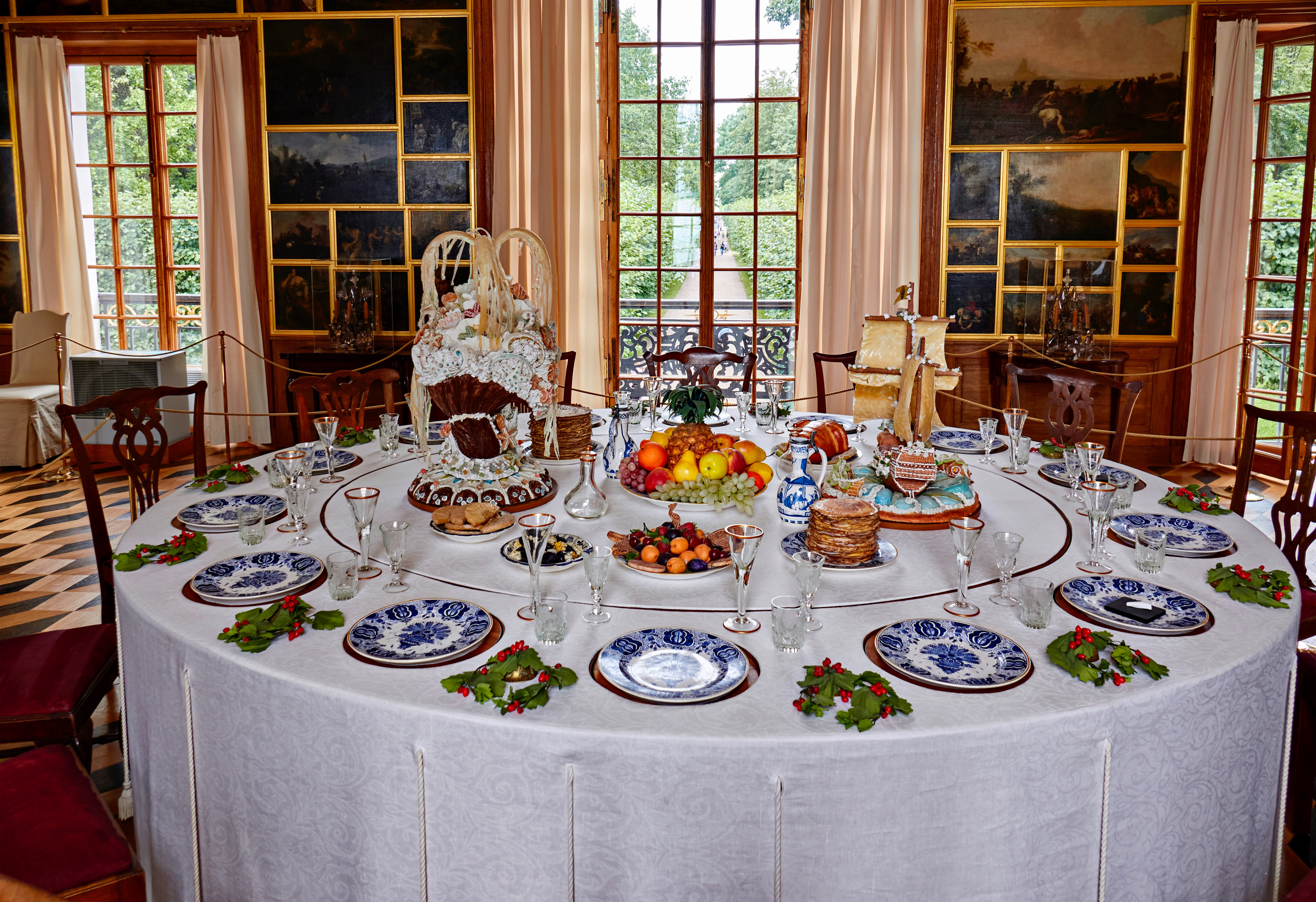
Зал второго этажа